# Секретариат Центрального Комитета Коммунистической партии Беларуси
Секретариат Центрального Комитета Коммунистической партии Беларуси (бел. Сакратарыят Цэнтральнага камітэта Камуністычнай партыі Беларусі), сокращённо Секретариат ЦК КП(б)Б — выборный партийный орган Коммунистической партии Беларуси, избиравшийся пленумом Центрального Комитета Коммунистической партии (сокращённо ЦК КП(б)Б) для ведения текущей работы ЦК. Секретариат ЦК КП(б)Б свою деятельность с 15 мая 1924 по 25 августа 1991 года.

## История
Согласно итогам VIII съезда Коммунистической партии Беларуси, проводимого с 12 по 14 мая 1924 года, был сформирован первый состав Секретариата ЦК КП(б)Б, где первым секретарём был избран Александр Асаткин-Владимирский.
Секретариат обычно состоял из секретарей, избранных пленумом ЦК КПБ для руководства работой Центрального Комитета по выполнению решений партии, а также для ведением деятельности самого Центрального Комитета ЦК КП(б)Б.

## Состав Секретариата ЦК КП(б)Б
Секретариат, согласно уставу КПСС, выбирается каждый новый съезд Коммунистической партии, избирая Первого, Второго секретарей и членов Секретариата КП(б)Б.
| №  | Дата             | Состав |
| -- | ---------------- | --- |
| 1  | 15 мая 1924      | Секретарь: - Александр Асаткин-Владимирский (до 2 сентября) - Александр Криницкий (со 2 сентября)Члены: - Василий Дяков - Василий Трунтаев - Сергей Гессен |
| 2  | 12 декабря 1925  | Секретарь: - Первый: Александр Криницкий - Второй: Николай Голодед Члены: - Сергей Гессен - Иосиф Адамович - Владимир Волынский - Макар Абрамчук |
| 3  | 10 января 1927   | Секретарь: - Первый: Александр Криницкий (до 5 мая); Вильгельм Кнорин (с 5 мая) - Второй: Николай Голодед (до 29 ноября); Иван Василевич (с 29 ноября) Члены: - Иван Рыжов - Иосиф Адамович - Макар Абрамчук |
| 4  | 29 ноября 1927   | Секретарь: - Первый: Вильгельм Кнорин (до 1 декабря 192); Ян Гамарник (с 1 декабря 1928) - Второй: Иван Василевич Члены: - Макар Абрамчук - Николай Голодед - Иван Рыжов - Вениамин Гантман - Борис Стасевич |
| 5  | 16 февраля 1929  | Секретарь: - Первый: Ян Гамарник (до 5 ноября 1929); Константин Гей (с 5 ноября 1929). - Второй: Иван Василевич Члены: - Николай Голодед - Вениамин Гантман - Александр Сенкевич - Борис Стасевич |
| 6  | 12 июня 1930     | Секретарь: - Первый: Константин Гей (до 23 января 1932); Николай Гикало (с 23 января 1932). - Второй: Иван Василевич (до 25 октября 1932); Василий Шарангович (с 25 октября 1932). Члены: - Николай Голодед - Иван Рыжов - Вениамин Гантман - Александр Чернушевич - Арон Рыськин - Иван Иванов - Александр Сенкевич - Адам Славинский |
| 7  | 29 января 1932   | Секретарь: - Первый: Николай Гикало - Второй: Василий Шарангович - Третий: Вацлав Жебровский Члены: - Арон Рыськин - Николай Голодед - Иван Иванов - Вениамин Гантман - Захар Ковальчук - Иван Рыжов - Александр Чернушевич |
| 8  | 22 января 1934   | Секретарь: - Первый: Николай Гикало (до 30 января 1937); Василий Шарангович (с 18 марта 1937) - Второй: Василий Шарангович (до 1 марта 1937); Данила Волкович (до мая 1937) |
| 9  | 20 июня 1937     | Секретарь: - Первый: Василий Шарангович (до 29 июля 1937); и. о. Яков Яковлев (до 11 августа 1937); и. о. Алексей Волков (с 11 августа 1937). - Второй: Николай Денискевич (до 11 августа 1937); и. о. Алексей Левицкий (до 30 марта 1937); Анатолий Ананьев (с 30 марта 1937). - Третий: Владимир Потапейко (до 25 октября 1937); и. о. Марк Репинский (до 10 июня 1938) |
| 10 | 19 июня 1938     | Секретарь: - Первый: Пантелеймон Пономаренко - Второй: Анатолий Ананьев (до 3 октября 1938); Пётр Кольцов (до 16 ноября 1939); Михаил Кулагин (с 16 ноября 1939). - Третий: Надежда Грекова-Малинина Члены: - Яким Жилянин - Владимир Малин - Григорий Бойкачёв |
| 11 | 20 мая 1940      | Секретарь: - Первый: Пантелеймон Пономаренко (до 7 марта 1947); Николай Гусаров (с 7 марта 1947). - Второй: Михаил Кулагин (до мая 1941); Пётр Калинин (до 2 сентября 1944); Николай Киселёв (со 2 сентября 1944). - Третий: Надежда Грекова-Малинина (до 22 декабря 1940); Григорий Эйдинов (до 26 марта 1941); Владимир Ванеев (до 26 августа 1943); Владимир Малин (до 7 марта 1947). Члены: - Семён Игнатьев - Иван Тур - Михаил Зимянин - Михаил Иовчук - Николай Родителев - Василий Власов - Иван Ганенко - Тимофей Горбунов - Владимир Малин (до 26 августа 1943) - Николай Прохоров - Иосиф Рыжиков - Григорий Эйдинов (до 22 декабря 1940) - Григорий Бойкачёв |
| 12 | 19 февраля 1949  | Секретарь: - Первый: Николай Гусаров (до 3 июня 1950); Николай Патоличев (с 3 июня 1950) - Второй: Михаил Зимянин Члены: - Тимофей Горбунов - Пётр Абрасимов - Иван Ганенко - Василий Чернышёв - Владимир Томашевич - Василий Закурдаев - Пётр Бренч |
| 13 | 24 сентября 1952 | Секретарь: - Первый: Николай Патоличев - Второй: Михаил Зимянин (до 27 июня 1953); Николай Авхимович (с 27 июня 1953). Члены: - Тимофей Горбунов |
| 14 | 13 февраля 1954  | Секретарь: - Первый: Николай Патоличев - Второй: Николай Авхимович Члены: - Тимофей Горбунов - Пётр Абрасимов - Тихон Киселёв |
| 15 | 27 января 1956   | Секретарь: - Первый: Николай Патоличев (до 28 июля 1956); Кирилл Мазуров (с 28 июля 1956). - Второй: Николай Авхимович (до 28 июля 1956); Тихон Киселёв (до 9 апреля 1959); Фёдор Сурганов Члены: - Пётр Абрасимов - Тимофей Горбунов - Тихон Киселёв - Алексей Золов - Дмитрий Филимонов - Пётр Машеров |
| 16 | 19 февраля 1960  | Секретарь: - Первый: Кирилл Мазуров - Второй: Фёдор Сурганов Члены: - Василий Шауро - Дмитрий Филимонов |
| 17 | 28 сентября 1961 | Секретарь: - Первый: Кирилл Мазуров (до 30 марта 1965); Пётр Машеров (с 30 марта 1965). - Второй: Фёдор Сурганов; Пётр Машеров (18 декабря 1962 — 30 марта 1965) Члены: - Пётр Машеров (до 18 декабря 1962) - Сергей Притыцкий - Дмитрий Филимонов - Фёдор Сурганов (18 декабря 1962 — 30 марта 1965) - Василий Шауро - Алексей Смирнов - Станислав Пилотович |
| 18 | 4 марта 1966     | Секретарь: - Первый: Пётр Машеров - Второй: Фёдор Сурганов Члены: - Алексей Смирнов - Владимир Мицкевич - Станислав Пилотович - Сергей Притыцкий - Дмитрий Филимонов |
| 19 | 24 февраля 1971  | Секретарь: - Первый: Пётр Машеров - Второй: Александр Аксёнов Члены: - Александр Кузьмин - Алексей Смирнов - Виктор Шевелуха - Владимир Мицкевич |
| 20 | 6 февраля 1976   | Секретарь: - Первый: Пётр Машеров (до 4 октября 1980); Тихон Киселёв (с 4 октября 1980). - Второй: Александр Аксёнов (до 4 декабря 1978); Владимир Бровиков (с 4 декабря 1978). Члены: - Николай Дементей - Юрий Колоколов - Александр Кузьмин - Леонид Фирисанов - Алексей Смирнов - Виктор Шевелуха |
| 21 | 29 января 1981   | Секретарь: - Первый: Тихон Киселёв (до 11 января 1983); Николай Слюньков (с 11 января 1983). - Второй: Владимир Бровиков (до 17 августа 1983); Геннадий Бартошевич (с 17 августа 1983). Члены: - Николай Дементей - Юрий Колоколов - Александр Кузьмин - Владимир Лепёшкин - Леонид Фирисанов |
| 22 | 31 января 1986   | Секретарь: - Первый: Николай Слюньков (до 6 февраля 1987); Ефрем Соколов (с 6 февраля 1987). - Второй: Геннадий Бартошевич (до 14 октября 1987); Николай Игрунов (до 27 марта 1990); Алексей Камай (с 27 марта 1990). Члены: - Артур Трутнев - Николай Дементей - Юрий Колоколов - Александр Кузьмин - Владимир Лепёшкин - Валерий Печенников |
| 23 | 31 ноября 1990   | Секретарь: - Первый: Анатолий Малофеев - Второй: Алексей Камай Члены: - Сергей Линг - Аркадий Русецкий - Валерий Тихиня - Артур Трутнев - Анатолий Зеленовский |